# Sean Anders
Sean Anders ( 19 juin 1969, DeForest (Wisconsin))est un réalisateur et scénariste américain,. 

## Filmographie

### Comme réalisateur
- 2005 : Never Been Thawed (en)
- 2008 : Sex Drive
- 2012 : Crazy Dad (That"s My Boy)
- 2014 : Comment tuer son boss 2 (Horrible Bosses 2)
- 2015 : Very Bad Dads (Daddy's Home)
- 2017 : Very Bad Dads 2 (Daddy's Home 2)
- 2018 : Apprentis Parents (Instant Family)
- 2022 : Spirited : L'Esprit de Noël (Spirited)